# Kurarua imbuta
Kurarua imbuta là một loài bọ cánh cứng trong họ Cerambycidae.